# Opistognathus
Opistognathus is een geslacht van straalvinnige vissen uit de familie van kaakvissen (Opistognathidae). Het geslacht is voor het eerst wetenschappelijk beschreven in 1816 door Georges Cuvier.

## Soorten
- Opistognathus adelus Smith-Vaniz, 2010
- Opistognathus afer Smith-Vaniz, 2010
- Opistognathus albicaudatus Smith-Vaniz, 2011
- Opistognathus alleni Smith-Vaniz, 2004
- Opistognathus aurifrons (Jordan & Thompson, 1905)
- Opistognathus brasiliensis Smith-Vaniz, 1997
- Opistognathus brochus Bussing & Lavenberg, 2003
- Opistognathus castelnaui Bleeker, 1860
- Opistognathus crassus Smith-Vaniz, 2010
- Opistognathus cuvierii Valenciennes, 1836
- Opistognathus cyanospilotus Smith-Vaniz, 2009
- Opistognathus darwiniensis Macleay, 1878
- Opistognathus decorus Smith-Vaniz & Yoshino, 1985
- Opistognathus dendriticus (Jordan & Richardson, 1908)
- Opistognathus dipharus Smith-Vaniz, 2010
- Opistognathus elizabethensis Smith-Vaniz, 2004
- Opistognathus evermanni (Jordan & Snyder, 1902)
- Opistognathus eximius (Ogilby, 1908)
- Opistognathus fenmutis Acero & Franke, 1993
- Opistognathus fossoris Bussing & Lavenberg, 2003
- Opistognathus galapagensis Allen & Robertson, 1991
- Opistognathus gilberti Böhlke, 1967
- Opistognathus hongkongiensis Chan, 1968
- Opistognathus hopkinsi (Jordan & Snyder, 1902)
- Opistognathus inornatus Ramsay & Ogilby, 1887
- Opistognathus iyonis (Jordan & Thompson, 1913)
- Opistognathus jacksoniensis Macleay, 1881
- Opistognathus latitabundus (Whitley, 1937)
- Opistognathus leprocarus Smith-Vaniz, 1997
- Opistognathus liturus Smith-Vaniz & Yoshino, 1985
- Opistognathus lonchurus Jordan & Gilbert, 1882
- Opistognathus longinaris Smith-Vaniz, 2010
- Opistognathus macrognathus Poey, 1860
- Opistognathus macrolepis Peters, 1866
- Opistognathus margaretae Smith-Vaniz, 1983
- Opistognathus maxillosus Poey, 1860
- Opistognathus megalepis Smith-Vaniz, 1972
- Opistognathus melachasme Smith-Vaniz, 1972
- Opistognathus mexicanus Allen & Robertson, 1991
- Opistognathus muscatensis Boulenger, 1888
- Opistognathus nigromarginatus Rüppell, 1830
- Opistognathus nothus Smith-Vaniz, 1997
- Opistognathus panamaensis Allen & Robertson, 1991
- Opistognathus papuensis Bleeker, 1868
- Opistognathus punctatus Peters, 1869
- Opistognathus randalli Smith-Vaniz, 2009
- Opistognathus reticeps Smith-Vaniz, 2004
- Opistognathus reticulatus (McKay, 1969)
- Opistognathus rhomaleus Jordan & Gilbert, 1882
- Opistognathus robinsi Smith-Vaniz, 1997
- Opistognathus rosenbergii Bleeker, 1856
- Opistognathus rosenblatti Allen & Robertson, 1991
- Opistognathus rufilineatus Smith-Vaniz & Allen, 2007
- Opistognathus scops (Jenkins & Evermann, 1889)
- Opistognathus seminudus Smith-Vaniz, 2004
- Opistognathus signatus Smith-Vaniz, 1997
- Opistognathus simus Smith-Vaniz, 2010
- Opistognathus smithvanizi Bussing & Lavenberg, 2003
- Opistognathus solorensis Bleeker, 1853
- Opistognathus stigmosus Smith-Vaniz, 2004
- Opistognathus variabilis Smith-Vaniz, 2009
- Opistognathus verecundus Smith-Vaniz, 2004
- Opistognathus walkeri Bussing & Lavenberg, 2003
- Opistognathus whitehursti (Longley, 1927)